# Bettendorf, Iowa
Bettendorf är en stad i Scott County, Iowa, USA. Den ligger på västra sidan av Mississippifloden. Invånarantalet var 33 217 år 2010. Staden ingår i Quad Cities.